# Nuglerus scalaris
Nuglerus scalaris är en insektsart som beskrevs av Navás 1912. Nuglerus scalaris ingår i släktet Nuglerus och familjen myrlejonsländor. Inga underarter finns listade i Catalogue of Life.